# Østerhovedgård
Østerhovedgaard er dannet i 1847, ved sammelægning af 5 bøndergårde, var en avlsgård under Borreby Slot til 1955. Gården ligger i Magleby Sogn i Slagelse Kommune.
Østerhovedgaard Gods er på 383 hektar

## Ejere af Østerhovedgaard
- (1847-1865) Adolph Frederik Holten Castenschiold
- (1865-1866) Slægten Castenschiold
- (1866-1919) Carl Vilhelm Behagen Castenschiold
- (1919-1945) Adolph Frederik Holten Castenschiold
- (1945-1955) Carl Christian Henrik Holten Castenschiold
- (1955-1958) Østerhovedgaard A/S v/a Jørgen Harboe Rindom
- (1958-1988) Østerhovedgaard A/S v/a Jørgen Rindom
- (1988-) Østerhovedgaard A/S v/a Peter Rindom